# ديف كورزاين
ديف كورزاين (بالإنجليزية: Dave Corzine)‏ مواليد 25 أبريل 1956 في أرلينغتون هايتس، هو لاعب كرة سلة أمريكي معتزل تحول إلى التدريب بعد الاعتزال بدأ مسيرته الاحترافية في سنة 1978. تم اختياره من قبل فريق واشنطن ويزاردز خلال الدرافت. يبلغ طوله 6 قدم 11 بوصة (2.1 م). اعتزل اللعب في 1992. أحرز خلال مسيرته في الإن بي إيه 7615 نقطة بمعدل 8.5 نقاط في المباراة الواحدة.

## المسيرة الاحترافية
لعب مع واشنطن ويزاردز من سنة 1978 إلى 1980، ثم لعب مع سان أنطونيو سبرز من سنة 1980 إلى 1982، ثم لعب مع شيكاغو بولز من سنة 1982 إلى 1989، ثم لعب مع أورلاندو ماجيك في موسم 1989–1990، ثم لعب مع سياتل سوبرسونيكس في موسم 1990–1991.

## روابط خارجية
- ديف كورزاين على موقع إن بي أي (الإنجليزية)
- ديف كورزاين على موقع سبورتس رفرنس (الإنجليزية)
- ديف كورزاين على موقع كلية كرة السلة في سبورتس رفرنس.كوم (الإنجليزية)
- ديف كورزاين على موقع ريلجم (الإنجليزية)
- ديف كورزاين على موقع بروبوليرز (الإنجليزية)